# Colombari di Via Pescara
I colombari di Via Pescara sono siti in via Pescara 2 nel quartiere Tuscolano a Roma.
Trattasi di due strutture ipogee attigue scoperte negli anni '30 durante la costruzione degli edifici di Via Pescara 2.
Vengono anche detti colombari di Via Taranto.

## Storia
I colombari sono siti ove passavano, in epoca romana la Via Latina e la Via Labicana. Nel 1122 scorreva in zona il canale dell'Acqua Marrana. Nel XIX secolo la zona era occupata da vigne, solo nel secolo seguente la zona venne dichiarata edificabile. Il 29 giugno del 1932 venne scoperto il primo colombario durante l'edificazione delle palazzine di Via Pescara 2 mentre qualche giorno più tardi fu scoperto anche il secondo. Vennero scoperti facendo un foro dall'alto.
In seguito uno dei due colombari venne saccheggiato degli affreschi.

## Descrizione
Trattasi di due tombe ad incinerazione, il colombario 2 è anche ad inumazione.

### Colombario 1
Questo colombario, che poteva ospitare un numero ridotto di inumati, ai lati consta di due edicole a tempietto con delle urne, mentre le pareti sono ad intonaco con decorazioni ad imitazione dell'opera quadrata ed in alto con motivi con nastri, ghirlande e riquadri geometrici. La volta è a decorazioni geometriche e fiori, in uno dei riquadri vi è dipinta la dea Fortuna. Altre decorazioni sono a rappresentare melograni e grappoli d'uva. La tomba risale alla fine del I secolo.

### Colombario 2
Quest'altro colombario presenta 10 nicchie contenenti vasi di terracotta per le ceneri dei defunti. Tuttavia in questo colombario sono stati trovati anche tre sepolture ad inumazione. In questa sala vi è un calco raffigurante un bambino e dei caratteri greci. Le pareti sono intonacate. La volta è a botte. Il colombario risale al II secolo.